# Картали
Картали (рус. Карталы) град је у Русији у Чељабинској области. Према попису становништва из 2010. у граду је живело 29131 становника.

## Становништво
| 1939.  | 1959.  | 1970.  | 1979.  | 1989.  | 2002.  | 2010.  |
| ------ | ------ | ------ | ------ | ------ | ------ | ------ |
| 13.707 | 33.917 | 42.801 | 38.905 | 37.132 | 29.908 | 29.131 |